# Muerdo
Pascual Cantero (Molina de Segura, Región de Murcia, 9 de diciembre de 1988) es un cantante, compositor y poeta español conocido artísticamente como Muerdo. 
Su primer trabajo musical, Flores entre el acero, fue autoeditado y publicado en 2011. Alcanzó una mayor difusión gracias al apoyo del cantautor manileño Luis Eduardo Aute.  
En noviembre de 2013 presentó su segundo álbum grabado en Barcelona bajo la producción de la cantante Amparo Sánchez, líder de Amparanoia, y editado por el sello independiente Kasba Music, Tocando tierra. En este segundo disco, en el que participan artistas como Pedro Guerra o Lichis,  presenta letras de «gran contundencia y profundidad humana y social aderezada con ritmos latinos y folcloristas pero también urbanos y modernos». 
El 5 de diciembre de 2015 presentó su tercer  álbum Viento sur en el que mantendrá la mezcla de ritmos folclóricos, combinándolas con géneros urbanos como el hip-hop o el rock. En este último disco participa junto a músicos como Samuel Vidal, Lupita Ainá, Jordi Mestres, Daniel Tejedor, El Ninho Trompeta o el argentino Martin Bruhn, y cuenta con las colaboraciones de El Kanka y la chilena Pascuala Ilabaca. 
En el verano de 2016 se vio envuelto en una polémica de Facebook por comentarios contrarios a aspectos y corrientes dentro del feminismo.
En 2018 de la mano de Warner Music Spain publica su último trabajo hasta la fecha "La Mano En El Fuego" cuya producción musical corre a cargo del ganador de varios premios Grammy Fernando Illán. El arte visual viene de la mano del prestigioso ilustrador Jorge Alderete y  en el álbum aparecen también las voces de Carlos Tarque,  LaMari (Chambao) y Soge Culebra. 
El disco se convierte en un éxito que pone en valor la figura de Muerdo en España y Latinoamérica alcanzando varios millones de visitas y escuchas en las principales plataformas.
Durante este año 2018 Muerdo realiza una gira por las principales salas de España, logrando colgar en diferentes ocasiones el cartel de localidades agotadas en espacios de referencia como la Sala Apolo de Barcelona o la Joy Eslava de Madrid. También en este año se embarca en su gira más ambiciosa por América Latina, con un éxito incontestable en Argentina, Chile, México y Colombia, visitando también Ecuador y Perú. 
En 2018 lleva su directo a los principales festivales del país, teniendo presencia en Viña Rock,  Arenal Sound, San San Festival y otros eventos masivos internacionales como el Tribal Gathering de Panamá. 
En diciembre de ese año recibe el galardón a Mejor Disco del Año en la categoría "Otras Tendencias" en los Premios de la Música de la Región de Murcia. 
El 22 de marzo publica su primer libro "La Primera Piedra" de la mano de la editorial Mueve Tu Lengua, una retrospectiva de su carrera a través de textos, imágenes y fotografías que también incluye el primer poemario inédito del autor.   
El 17 de enero de 2020, publicó el álbum digital de versiones de sus propias canciones con colaboraciones con numerosos artistas, como Rozalén, Juanito Makandé, El Kanka o Guitarricadelafuente.

## Discografía
- Flores entre el acero (2011).
- Tocando tierra (2013).
- Viento sur (2015).
- La mano en el fuego (2018).
- Fin de la primera vida (2020).
- La sangre del mundo (2021).